# Aldo Strada
Aldo Strada (Cesano Maderno, 20 agosto 1942) è un ex calciatore italiano, di ruolo attaccante.

## Carriera
Ha giocato per due stagioni in Serie A nel Varese per un totale di 9 presenze. Dopo la retrocessione dei varesotti in Serie B nel 1966, rimase comunque nella squadra disputando altre cinque partite nel campionato cadetto. Ha militato anche nel Monza con cui ha segnato 14 reti nella Serie B 1967-1968 e poi altre due reti nelle stagioni seguenti.